# Volker Winkler
Volker Winkler (Merseburg, 20 de julio de 1957) es un deportista de la RDA que compitió en ciclismo en la modalidad de pista, especialista en la prueba de persecución por equipos.
Participó en los Juegos Olímpicos de Moscú 1980, obteniendo la medalla de plata en la prueba de persecución por equipos (junto con Gerald Mortag, Uwe Unterwalder y Matthias Wiegand).
Ganó cinco medallas en el Campeonato Mundial de Ciclismo en Pista entre los años 1977 y 1982.

## Medallero internacional
| Juegos Olímpicos   | Juegos Olímpicos          | Juegos Olímpicos  | Juegos Olímpicos            |
| Año                | Lugar                     | Medalla           | Competición                 |
| ------------------ | ------------------------- | ----------------- | --------------------------- |
| 1980               | Moscú (URSS)              | Medalla de plata  | Persecución por equipos     |
| Campeonato Mundial |                           |                   |                             |
| Año                | Lugar                     | Medalla           | Competición                 |
| 1977               | San Cristóbal (Venezuela) | Medalla de oro    | Persecución por equipos (A) |
| 1978               | Múnich (RFA)              | Medalla de oro    | Persecución por equipos (A) |
| 1979               | Ámsterdam (Países Bajos)  | Medalla de oro    | Persecución por equipos (A) |
| 1981               | Brno (Checoslovaquia)     | Medalla de oro    | Persecución por equipos (A) |
| 1982               | Leicester (Reino Unido)   | Medalla de bronce | Persecución por equipos (A) |